# 今治髙島屋
今治髙島屋（いまばりたかしまや）は、愛媛県今治市大正町で営業していた日本の百貨店。

## 概要
地元有力商店が寄り集まり、今治市大正町1丁目と広小路の交差点角にバスターミナル併設の形で、1958年（昭和33年）9月1日に「今治ショッピングセンター」として開業。開業時の売場面積は1,657m2で、市内初の大型小売店舗であった。
ところが、1962年（昭和37年）に本町1丁目と広小路の交差点角に売場面積4,720m2の「大洋デパート」が開店。
1972年（昭和47年）には、共栄町3丁目に売場面積2,650m2の「フジ今治店」が、旭町1丁目に売場面積7,000m2の「ダイエー今治ショッパーズプラザ」と相次いで出店。
いずれも当店の開業時の売場面積を上回る規模で競合店が出店した。
こうした経営環境の変化を受け、「百貨店 今治センター」は、1972年（昭和47年）10月にハイランドグループに参加して商品の拡充を図ると共に、翌年には瀬戸内運輸の出資を得て、社名を「百貨店せとうち」と改称した。1974年（昭和49年）10月には、髙島屋の資本出資ならびに人材派遣を得て、地下1階・地上5階の新店舗を竣工するとともに、社名を「せとうち髙島屋」に改めた。
1975年（昭和50年）9月には、髙島屋は営業幹部5名を派遣するなど、せとうち髙島屋の経営を全面的にバックアップすることとし、1976年（昭和51年）10月の増資時に社名を 「今治髙島屋」に変更、12月の新館増築完成を機に髙島屋の四国唯一の傍系百貨店となった。今治髙島屋は、地下1階・地上5階・塔屋2階建て。店舗面積は8,512㎡・兼業面積449㎡。商圏顧客にマッチした品揃え、雰囲気づくりを目指し、品揃えではハイグレードなものは避けてベターゾーンを中心に構成し、かつ同業店との差別化を図るため特徴ある売場を各階に設置した。
だが、1976年（昭和51年）に今治髙島屋に隣接して売場面積7,878m2のニチイ今治店が進出するなど、今治市は全国有数の流通激戦地となり、業績不振が続いて累積赤字が47億店に達したことから、1984年（昭和59年）6月17日に閉店した。

## 沿革
- 1958年（昭和33年）
  - 9月1日 - 「今治ショッピングセンター」として開業[5]。
  - 9月17日 - 「百貨店 今治センター」設立[1]。
- 1972年（昭和47年） - ハイランドグループに参加[5]。
- 1973年（昭和48年）8月1日 - 「百貨店 せとうち」に社名変更[2]。

ハイランドグループ加盟。
- 1974年（昭和49年）10月9日 - 新装開店と同時に「せとうち髙島屋」に社名変更[3]。
- 1976年（昭和51年）10月22日 - 「今治髙島屋」に社名変更（12月1日から新店名で営業）[13]。
- 1984年（昭和59年）6月17日 - 閉店[6]。
- 1985年（昭和60年）2月18日 - 解散。跡地は「今治キハラパーキング」[14]。

## 周辺
- 今治市役所・公会堂・市民会館
- 四国電力今治営業所